# David di Donatello 1982
La 27a edició dels premis David di Donatello, concedits per l'Acadèmia del Cinema Italià va tenir lloc el 19 de juny de 1982 al Teatre Argentina de Roma. El premi consistia en una estatueta dissenyada per Bulgari. En aquesta edició, es va establir el premi David René Clair per a la pel·lícula que combina les qualitats artístiques amb els requisits de la millor aprovació del públic.

## Guanyadors

### Millor pel·lícula
- Borotalco, dirigit per Carlo Verdone
- Storie di ordinaria follia, dirigit per Marco Ferreri
- Il marchese del Grillo, dirigit per Mario Monicelli

### Millor director
- Marco Ferreri  - Storie di ordinaria follia
- Salvatore Piscicelli - Le occasioni di Rosa
- Carlo Verdone - Borotalco

### Millor director novell
- Luciano Manuzzi - Fuori stagione
- Alessandro Benvenuti - Ad ovest di Paperino
- Enzo Decaro - Prima che sia troppo presto

### Millor argument
- Sergio Amidei i Marco Ferreri - Storie di ordinaria follia
- Carlo Verdone i Enrico Oldoini - Borotalco
- Bernardino Zapponi - Piso pisello

### Millor productor
- Antonio Avati i Gianni Minervini - Fuori stagione
- Giovanni De Feo, Gaumont i Opera - Il marchese del Grillo
- Silvio Clementelli i Anna Maria Clementelli - Piso pisello

### Millor actriu
- Eleonora Giorgi - Borotalco
- Ornella Muti - Storie di ordinaria follia
- Marina Suma - Le occasioni di Rosa

### Millor actor
- Carlo Verdone - Borotalco
- Alberto Sordi - Il marchese del Grillo
- Beppe Grillo - Cercasi Gesù

### Millor actriu no protagonista
- Alida Valli - La caduta degli angeli ribelli
- Piera Degli Esposti - Sogni d'oro
- Valeria D'Obici - Piso pisello

### Millor actor no protagonista
- Angelo Infanti - Borotalco
- Paolo Stoppa - Il marchese del Grillo
- Alessandro Haber - Piso pisello

### Millor actriu debutant
- Marina Suma - Le occasioni di Rosa
- Athina Cenci - Ad ovest di Paperino
- Isa Gallinelli - Borotalco

### Millor actor debutant
- Beppe Grillo - Cercasi Gesù
- Alessandro Benvenuti - Ad ovest di Paperino
- Enzo Decaro - Prima che sia troppo presto

### Millor músic
- Lucio Dalla i Fabio Liberatori - Borotalco
- Fiorenzo Carpi - Cercasi Gesù
- Carlo Rustichelli - Bosco d'amore

### Millor fotografia
- Tonino Delli Colli - Storie di ordinaria follia
- Sergio D'Offizi - Il marchese del Grillo
- Danilo Desideri - Nudo di donna

### Millor escenografia
- Lorenzo Baraldi - Il marchese del Grillo
- Andrea Crisanti - Borotalco
- Dante Ferretti - Storie di ordinaria follia
- Lorenzo Baraldi - Nudo di donna

### Millor vestuari
- Gianna Gissi - Il marchese del Grillo
- Luca Sabatelli - Nudo di donna
- Enzo Bulgarelli - Bosco d'amore

### Millor muntatge
- Ruggero Mastroianni - Storie di ordinaria follia
- Franco Letti - Le occasioni di Rosa
- Roberto Perpignani - Sogni d'oro

### Millor actriu estrangera
- Diane Keaton – Reds
- Jutta Lampe - Les germanes alemanyes (Die bleierne Zeit)
- Meryl Streep - La dona del tinent francès (The French Lieutenant's Woman)

### Millor actor estranger
- Klaus Maria Brandauer - Mephisto (Mephisto)

### Millor director estranger
- Margarethe von Trotta - Les germanes alemanyes (Die bleierne Zeit)
- István Szabó - Mephisto
- Warren Beatty - Reds

### Millor guió estranger
- Harold Pinter - La dona del tinent francès (The French Lieutenant's Woman)
- Warren Beatty i Trevor Giffiths - Reds
- Margarethe von Trotta - Les germanes alemanyes (Die bleierne Zeit)

### Millor pel·lícula estrangera
- Mephisto, dirigit per István Szabó
- Les germanes alemanyes (Die bleierne Zeit), dirigit per Margarethe von Trotta
- Reds, dirigit per Warren Beatty

### David Luchino Visconti
- Cesare Zavattini

### David René Clair
- Markus Imhoof - Das Boot ist voll
- Jaakko Pakkasvirta - Pedon Merkki

### David Europeu
- Ermanno Olmi

### Medaglia d'oro del Ministro per il Turismo e lo Spettacolo
- Ingrid Bergman
- Renato Castellani
- Vittorio Gassman
- Alberto Lattuada
- Giulietta Masina
- Martin Scorsese
- Andrei Tarkovski